# 來福槍步兵團
來福槍步兵團（英語：The Rifles）是英國陸軍於2007年組建的步兵團。兵團由5個正規營和3個預備役營組成，外加其他陸軍預備役營的若干連隊。來福槍團旗下的每個營以前都是單獨編制的團級部隊(第一營除外，該營是由兩個團合併組成)，隸屬於輕步兵師其中兩個大型步兵團之一。自組建以來該團一直參與作戰行動，首先是伊拉克戰爭和後期的阿富汗戰爭。

## 歷史
來福槍團是因應改組未來陸軍架構的結果而組建的。根據最初的公告，輕步兵師編制基本上保持不變，除了輕步兵通過合併另外兩個兵團獲得一個新的營級部隊外，還從當時仍被稱為國土軍(TA)的英國陸軍預備役部隊內收編一個預備役營。然而，在2005年11月24日國防部宣佈，將合併四個步兵團為一支有五個營的單一兵團。來福槍正規步兵營於2007年2月1日由輕步兵師旗下的四個輕步兵和來福槍團合併而成，具體如下：
- 來福槍第1營 (組建自德雲與多實郡兵團第1營（英语：Devonshire and Dorset Regiment）和皇家告羅士打, 柏莎與威爾特郡兵團第1營（英语：Royal Gloucestershire, Berkshire and Wiltshire Regiment）
- 來福槍第2營 (組建自皇家綠夾克兵團第1營（英语：Royal Green Jackets）)
- 來福槍第3營 (組建自輕步兵團第2營（英语：The Light Infantry）)
- 來福槍第4營 (組建自皇家綠夾克兵團第2營（英语：Royal Green Jackets）)
- 來福槍第5營 (組建自輕步兵團第1營（英语：The Light Infantry）)
- 來福槍第6營 (組建自來福槍義勇軍團（英语：Rifle Volunteers）)
- 來福槍第7營 (組建自皇家來福槍義勇軍團（英语：Royal Rifle Volunteers），(減去原本於1999年已併入皇家來福槍義勇軍內的威爾斯親王皇家兵團（英语：Princess of Wales's Royal Regiment）的一部分連隊，但倫敦兵團（英语：London Regiment (1993)）內的皇家綠夾克兵團第4第5義勇軍營的F與G連留在了新的來福槍第7營)

來福槍團作為下列的郡兵團而服務:

- 柏莎郡
- 白金漢郡
- 康和郡
- 德雲郡
- 多實郡
- 杜咸郡
- 告羅士打郡
- 禧福郡
- 牛津郡
- 史樂郡
- 森麻錫郡
- 南約克郡
- 威爾特郡

在伊拉克戰爭中情況最惡劣的作戰時期第2、第3和第4營都部署在伊拉克的巴士拉，包括參與2007年9月從巴士拉皇宮撤出的行動。
第1營於2008年10月至2009年4月在阿富汗進行輪值，在赫爾曼德省負責駐守和指導阿富汗國民軍。 第5營是2009年5月離開伊拉克的最後一支英軍部隊。 第4營為阿富汗的大選提供了支援，並在2009年夏天參加了豹爪行動。 與此同時，第2營被部署到桑金市，並在適當的時候由第3營換班。 第1營於2011年4月返回阿富汗的納赫里薩拉區(Nahri Sarah District)，並於同年10月由第2和第5營換班。 第2營在伊拉克部署了六個月，並支援了著色器行動後於2018年3月返國。

## 編制
該團有5個正規營和3個預備役營，每個營都配置為特定的步兵角色：
- 第1營, 合併了德雲與多實郡兵團第1營（英语：Devonshire and Dorset Regiment）和皇家告羅士打, 柏莎與威爾特郡兵團第1營（英语：Royal Gloucestershire, Berkshire and Wiltshire Regiment）。擔負輕步兵任務，最初配置為英國皇家海軍陸戰隊第3突擊旅的一部分，根據陸軍2020改革計劃移到第160威爾斯旅（英语：160th (Welsh) Brigade）旗下，但於2019年調動到第7步兵旅（英语：7th Infantry Brigade and Headquarters East）。全體人員駐紮在切普斯托的比奇利兵營（英语：Beachley Barracks），2027年營部將遷往聖安東基地（英语：MOD St Athan）[8][9][10]
- 第2營, 重新組建了皇家綠夾克兵團第1營（英语：Royal Green Jackets）。擔負輕步兵任務，最初配置為第19輕步兵旅（英语：19th Light Brigade (United Kingdom)）的一部分，陸軍2020改革計劃移到第38愛爾蘭旅（英语：38th (Irish) Brigade），現在是第51蘇格蘭旅（英语：51st Infantry Brigade and Headquarters Scotland）兵力的一部分。駐地在利斯本的迪耶普兵營（英语：Thiepval Barracks）。[8][10]
- 第3營, 重新組建了輕步兵團第2營（英语：The Light Infantry）。擔負輕步兵任務，最初配置為第52步兵旅（英语：52nd Infantry Brigade (United Kingdom)）的一部分。陸軍2020改革計劃移到第1裝甲步兵旅（英语：1st Armoured Infantry Brigade (United Kingdom)）。駐地在愛丁堡的德雷格霍恩兵營（英语：Dreghorn Barracks）。將於2021年加入試驗打擊群(Strike Experimentation Group)，並遷往卡特域兵營（英语：Catterick Garrison）。[10][11]
- 第4營, 重新組建了皇家綠夾克兵團第2營（英语：Royal Green Jackets）。擔負機械化步兵任務，最初配置為第1機械化步兵旅（英语：1st Armoured Infantry Brigade (United Kingdom)）的一部分。現在仍然是已經更名為第1裝甲步兵旅的旗下部隊。駐地在艾迪索特兵營（英语：Aldershot Garrison）。[12] 第4營將改為一支專業步兵營（英语：Specialised Infantry Group），為打擊恐怖主義和鞏固海外領土作出更大的貢獻。[13]
- 第5營 – 重新組建了輕步兵團第1營（英语：The Light Infantry）。擔負裝甲步兵任務，配置於第20裝甲步兵旅（英语：20th Armoured Infantry Brigade (United Kingdom)）旗下，陸軍2020改革計劃下仍然是該旅的裝甲步兵營。駐地在巴福特兵營（英语：Bulford Camp）。
- 第6營（英语：6th Battalion, The Rifles） – 重新組建了來福槍義勇軍團（英语：Rifle Volunteers）。配屬於第7步兵旅，總部在雅息特的飛龍兵營（英语：Wyvern Barracks） [14]
- 第7營（英语：7th Battalion, The Rifles） – 重新組建了皇家來福槍義勇軍團（英语：Royal Rifle Volunteers），第7營的規模減去原本於1999年已併入皇家來福槍義勇軍內的威爾斯親王皇家兵團（英语：Princess of Wales's Royal Regiment）的一部分連隊，加上倫敦兵團（英语：London Regiment (1993)）內的皇家綠夾克兵團第4第5義勇軍營的F與G連。配屬於第20裝甲步兵旅旗下。[14]
- 第8營 – 組建於2007年11月1日的預備役營。該營主要覆蓋杜咸郡、約克郡、史樂郡和伯明翰等地區，總部在杜咸郡的畢曉普奧克蘭（英语：Bishop Auckland）[13][15][16]